# Distretto di Güroymak
Il distretto di Güroymak (in turco Güroymak ilçesi) è uno dei distretti della provincia di Bitlis, in Turchia.